# Martin de Porres
Martin de Porres, född 9 december 1579 i Lima, död därstädes 3 november 1639, var en peruansk lekmannabroder inom dominikanorden. Han vördas som helgon inom Romersk-katolska kyrkan.

## Biografi
Martin de Porres inträdde i dominikanorden år 1603 och kom särskilt att bistå de fattiga. Han skötte om sjuka och pestsmittade samt arbetade i klostret som frisör, trädgårdsmästare och rådgivare. Nattetid ägnade han sig åt bön och botgöring. Efter hans död skedde, enligt uppgift, underverk vid hans grav; bland annat fick obotliga hälsan tillbaka.

### Webbkällor
- ”San Martino de Porres, domenicano”. Santi e Beati. http://www.santiebeati.it/dettaglio/29900. Läst 3 november 2018.